# El Ojochal
El Ojochal es una localidad del municipio Tlalixcoyan, en el estado Veracruz de Ignacio de la Llave, México. Se encuentra a 10 mn. Tiene una población de 240 habitantes.
El Ojochal es la localidad natal del jugador de béisbol apodado el Jungla Salinas, exjugador del Diablos Rojos del México y de Cafeteros de Córdoba.[cita requerida]

## Ampliación de Ojochal
Ampliación de Ojochal (18°38′22″N 96°5′21″O / 18.63944, -96.08917) es una localidad del municipio Tlalixcoyan, en el estado de Veracruz de Ignacio de la Llave, México. Se encuentra a 10 m s. n. m. y tiene una población de 10 habitantes.